# Tiskárna Václav Pešl
Tiskárna Václav Pešl je zaniklá polygrafická firma v Praze, která se nacházela v Košířích v ulici Lovčenská. Po roce 2003 byly její provozní budovy zbořeny a na místě se nachází nová zástavba.

## Historie
Roku 1931 dal majitel nakladatelství Václav Pešl postavit podle plánů architekta Jana Píseckého tiskárnu a přilehlý obytný dům. Na dům přímo navazovala budova administrativy se zasklenou střešní terasou. Ta umožňovala kontrolovat dodávky do dvora tiskárny.
Po zrušení tiskárny sloužil areál jako sklad a po roce 2003 byl demolován.